# Chodsigoa caovansunga
Espèce
Statut de conservation UICN

 DD  : Données insuffisantes
Chodsigoa caovansunga est une espèce de mammifères de la famille des Soricidae.

## Répartition
Ce taxon se rencontre en Chine et au Viêt Nam.

## Description
Chodsigoa caovansunga a un corps de 58 à 64 mm et une queue de 51 à 68 mm. Ce qui en fait une petite espèce comparativement aux autres espèces du genre Chodsigoa. Son dos présente un pelage gris ardoise avec des reflets brunâtres foncés. Son ventre est gris ardoise avec des reflets brunâtres pâles. Sa queue, d'une longueur équivalente à la longueur de sa tête et de son corps, apparait comme nue mais est en en réalité couverte de poils bruns courts et sombres sur la face dorsale et blanc crème sur la face ventrale.

## Classification
Le nom valide complet (avec auteur) de ce taxon est Chodsigoa caovansunga Lunde (d), Musser & Son (d), 2003,.

### Étymologie
Son épithète spécifique, caovansunga, lui a été donnée en l'honneur et en mémoire du Dr. Cao Văn Sung (d), un spécialiste des petits mammifères de l’Institute for Ecology and Biological Resources à Hanoï.

### Publication originale
- (en) Darrin P. Lunde, Guy G. Musser et Nguyen Truong Son, « A survey of small mammals from Mt. Tay Con Linh II, Vietnam, with the description of a new species of Chodsigoa (Insectivora: Soricidae) », Mammal study, Tokyo, Inconnu, vol. 28, no 1,‎ 2003, p. 31-46 (ISSN 1343-4152 et 1348-6160, OCLC 36378485, DOI 10.3106/MAMMALSTUDY.28.31, lire en ligne).